# Macruromys elegans
Macruromys elegans es una especie de roedor de la familia Muridae.

## Distribución geográfica
Se encuentra sólo en Nueva Guinea Occidental (Indonesia).